# Singener Gruppe

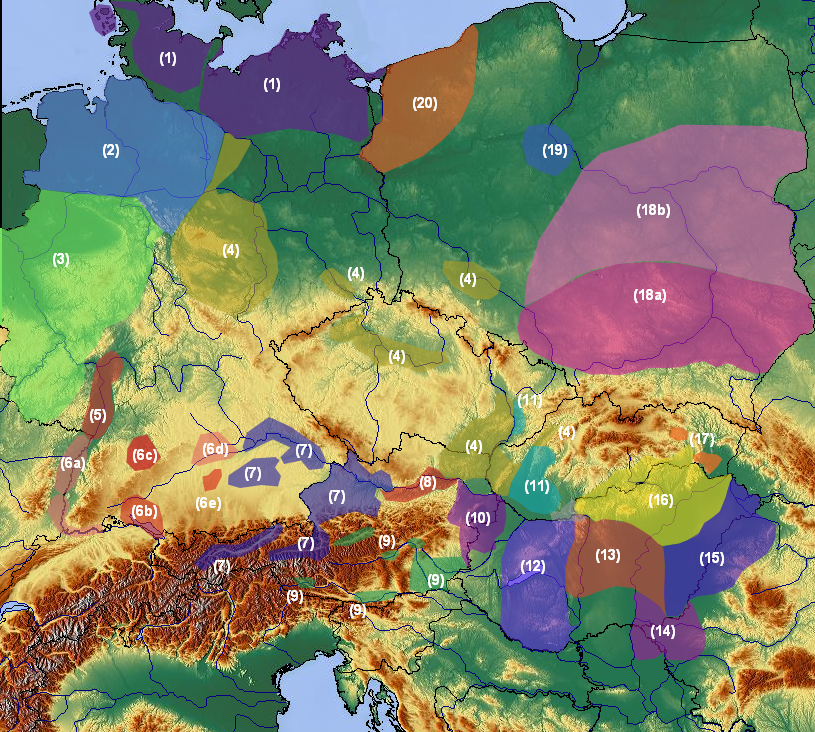
Singener Gruppe (6b) und Nachbarkulturen

Die Singener Gruppe bezeichnet eine frühbronzezeitliche Regionalgruppe in Süddeutschland. Benannt wurde sie nach dem einzigen bisher bekannten Fundplatz der Gruppe, einem Gräberfeld bei Singen, das 1950 entdeckt worden war. Die dort ausgegrabene Nekropole ist eine der größten in Westdeutschland. Als eigenständige Gruppe wurde sie von Margarete Gallay benannt. Datiert wird die Gruppe zwischen 2300 und 2100 v. Chr. Die Gruppe stand in Kontakt mit anderen frühbronzezeitlichen Regionalgruppen und wurde zusammen mit der Adlerberg-Kultur und der Straubinger Gruppe zum so genannten Blechkreis gezählt.

## Gräber
Die Gräber wurden von Rüdiger Krause in fünf Gruppen unterteilt, wobei eine zeitliche Abfolge der Grablegung von Gruppe 1 bis 4 erkennbar war. In 28 der 95 Gräber wurden Skelettreste gefunden. Sie waren in Flachgräbern in Hockerstellung bestattet. Die Bestatteten waren Nord-Süd orientiert, wobei elf Frauen und 17 Männer identifiziert werden konnten. Die Frauen lagen mit dem Kopf im Süden und der Blickrichtung nach Westen. Die Männer lagen mit dem Kopf im Norden und dem Blick nach Osten. Auffällig waren häufig auftretende Steineinbauten um die Bestatteten herum, deren Nutzen noch nicht endgültig geklärt ist.